# 羅塔克縣
羅塔克縣是印度的一個縣，位於該國北部，由哈里亞納邦負責管轄，面積1,668平方公里，識字率為74.56%，2001年人口940,128，人口密度每平方公里564人。

## 外部連結
- 官方网站
- https://web.archive.org/web/20200303203507/http://www.rohtakcity.com/